# Natalia del Riego
Natalia del Riego (Dallas, Texas, 6 de enero de 2001) es una actriz estadounidense de cine y televisión, conocida por su papel de Daniela Pérez en la serie Promised Land (2022). Posee ascendencia salvadoreña y mexicana.

## Biografía y carrera
Amber Álvarez nació en Dallas, Texas, su padre Marcos Álvarez nació en Yucuaiquín, El Salvador, y migró a pie hacia los Estados Unidos a la edad de trece años, debido a la guerra que se vivía en el país. Su madre es de origen mexicano.
Comenzó a actuar como pianista de formación clásica a los 4 años, ganando concursos de talentos durante su juventud mientras estudiaba solfeo antes de pasar a la interpretación. Su primera actuación teatral fue en una producción de The Rock Musicals en Dallas Summer Musicals.
Del Riego se formó en Nueva York, centrándose principalmente en el movimiento, la voz y el habla, y el teatro. Entre sus profesores destacan Jean-Louis Rodrigue, Kristof Konrad y Bruce Eckstut, de la Juilliard School. Más tarde se trasladó a Los Ángeles para estudiar arte dramático con los profesores de teatro y cine Larry Moss y Cathryn Sullivan.
Comenzó su carrera profesional como actriz participando en cortometrajes y series de televisión, y obtuvo un gran reconocimiento por su papel de Daniela Pérez en Promised Land (2022), de la cadena ABC. Poco después, Del Riego debutó en el largometraje con el papel de Hail Mary, cuyo estreno mundial tuvo lugar en el SXSW. Poco después, encabezó el Downtown Los Angeles Film Festival, por el que ganó el premio a la mejor actriz.
También ha sido reconocida por su trabajo de personajes en animación, con una creciente lista de créditos que incluye Velma (2023), Interrupting Chicken (2023), God of War: Ragnarök (2022), y Spider-Man 2 (2023) entre varios otros.